# Rudolf de Habsburg-Lorena
Arhiducele Rudolf de Austria (5 septembrie 1919 – 15 mai 2010) a fost fiul cel mic al împăratului Carol I, ultimul împărat al Austro-Ungariei și a soției acestuia, Zita de Bourbon-Parma.

## Biografie

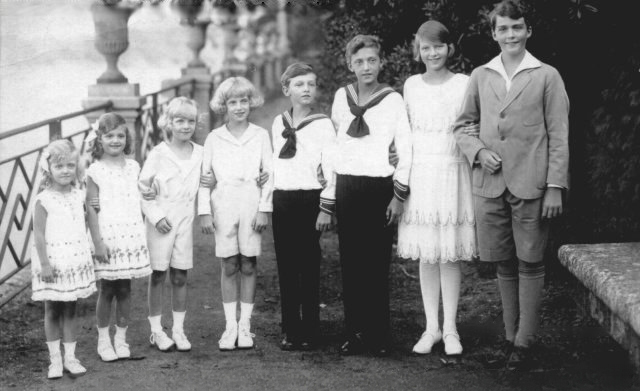
Rudolf (al treilea din stânga) împreună cu frații și surorile sale.

S-a născut la Prangins, Elveția, uned familia imperială austriacă era în exil. A fost numit după Rudolf I al Germaniei iar numele complet de botez a fost Rudolf Syringus Peter Karl Franz Joseph Robert Otto Antonius Maria Pius Benedikt Ignatius Laurentius Justiniani Marcus d'Aviano. A crescut alături de frații și surorile sale, împreună cu părinții și bunica lor maternă Maria Antónia a Portugaliei.
În februarie 1922, în timp ce părinții lor au părăsit Elveția în martie 1920, copiii li s-au alăturat la Villa Victoria în Portugalia, departe de republicile născute din divizarea imperiului.
La 9 martie 1922 după ce a cumpărat jucării pentru ziua de naștere a lui Carl Ludwig, tatăl său a răcit; mai târziu a dezvoltat o pneumonie de care a murit la 1 aprilie, la vârsta de 34 de ani. După decesul fostului împărat, regele Alfonso al XIII-lea al Spaniei a invitat familia regală în exil în Spania. Ei au locuit la palatul Uribarria din Lekeitio, unde Zita a contribuit la educația copiilor ei.. Familia a părăsit peninsula iberică în septembrie 1929 când Rudolf avea 10 ani și s-a instalat la Steenokkerzeel, aproape de Bruxelles.
Pentru că prinții nu stăpâneau complet limba engleză, familia s-a stabilit în Quebec, provincie francofonă, unde copiii au putut vorbi în franceză. Acolo a studiat la Universitatea Laval. 
În timpul celui de-al Doilea Război Mondial au părăsit castelul din Steenokkerzeel pentru a se refugia în Franța la Château du Vieux-Bost. După ce s-a instituit regimul mareșalului Pétain, familia a părăsit Franța și a plecat succesiv în Spania, Portugalia, înainte de a părăsi continentul pentru Statele Unite, unde a ajuns la 27 iulie.

## Căsătorii și copii
Arhiducele Rudolf s-a căsătorit cu contesa Xenia Czernichev-Besobrasov, fiica lui Serghei Aleksandrovici Besobrasov și a contesei Elizabeta Cheremeteva, la 22 iulie 1953 la New York. Cuplul a avut patru copii. Xenia a fost ucisă într-un accident de mașină la 20 septembrie 1968, în care Rudolf a fost, de asemenea, grav rănit.
- Arhiducesa Maria Anna Charlotte Zita Elisabeth Regina Therese (n. 1954); s-a căsătorit cu Prințul Petru Galitzine (n. 1955). Împreună au șase copii.
- Arhiducele Karl Peter Otto Serge Joseph Paul Leopold Heinrich (n. 1955); s-a căsătorit cu Prințesa Alexandra von Wrede (n. 1970). Împreună au doi copii.
- Arhiducele Simeon (n. 1958); s-a căsătorit cu Prințesa María de Bourbon-Două Sicilii (n. 1967). Împreună au cinci copii.
- Arhiducele Johannes Karl Ludwig Clemens Maria Joseph Markus d'Aviano Leopold (1962–1975)

Rudolf s-a recăsătorit cu Prințesa Anna Gabriele von Wrede (n. 1940) la 15 octombrie 1971 la Ellingen, Bavaria. Ei au avut o fiică.
- Arhiducesa Catharina-Maria Johanna Zita Sophie Caspara (n. 1972); s-a căsătorit cu contele Maximiliano Secco di Aragona (n. 1967).[8] Împreună au trei copii.

Arhiducele Rudolf a murit la vârsta de 90 de ani și doi dintre frații mai mari i-au supraviețuit: Otto și Felix.